# Granadinska konfederationen
Granadinska konfederationen (spanska: Confederación Granadina) var en kortlivad förbundsrepublik skapad 1858 efter  konstitutionella förändringar i Republiken Nya Granada. Granadinska konfederationen bestod av det som senare kom att bli Colombia och Panama. Den ersattes av Colombias förenta stater efter konstitutionella förändringar 1863.

## Historia
Den kortlivade Granadinska konfederationen markerades av opposition från Colombias konservativa parti och Colombias liberala parti, vilket slutade i inbördeskrig.  Det var också en period av fiendskap mot romersk-katolska kyrkan, och regionalism.
Det politiska klimat som ledde till skapandet av Granadinska konfederationen föddes genom 1853 års konstitution, och förespråkade pro-federalism eller centro-federalism eftersom det gav mer självstyre för provinserna, som fördubblades i antal och uppgick till 35 stycken under Manuel María Mallarino (1855–1857), alla med var sin egen provinskonstitution.

### 1858 års konstitution
Under konservative Mariano Ospina Rodríguez, antog Colombias kongress en ny konstitution den 22 maj 1858.
Under denna konstitution användes namnet Granadinska konfederationen, som bestod av åtta stater.
Mer makt och representation gavs till provinserna, då varje stat kunde ha sin egen Lagstiftande församling och välja egen president.
The vicepresidentsystemet avskaffades, och ersattes med en dignitär utsedd av Colombias kongress.
Presidenten och senatorerna kunde väljas på fyraårsperioder, och representanthuset på tvåårsperioder.
Konstitutionen angav också staternas och centralregeringens makt och ansvar.

### Fotnoter
1. ↑  http://www.lablaa.org/blaavirtual/revistas/credencial/agosto1994/agosto1.htm Arkiverad 7 februari 2009 hämtat från the Wayback Machine. Federalism in the 9 sovereign states
2. ↑  https://archive.is/20130307215709/http://www.cervantesvirtual.com/servlet/SirveObras/01477398877125528632268/p0000001.htm#I_2_ Constitution of 1858